# Taapurinvuori
Taapurinvuori är ett berg i Finland. Det ligger i Enontekis i landskapet Lappland, i den norra delen av landet, 1 000 km norr om huvudstaden Helsingfors. Toppen på Taapurinvuori är 601 meter över havet, eller 112 meter över den omgivande terrängen. Bredden vid basen är 1,9 km.
Terrängen runt Taapurinvuori är kuperad åt nordväst, men åt sydost är den platt.  Trakten runt Taapurinvuori är nära nog obefolkad, med mindre än två invånare per kvadratkilometer. Det finns inga samhällen i närheten. Omgivningarna runt Taapurinvuori är i huvudsak ett öppet busklandskap.